# Пожега (община)
Община Пожега (на сръбски: Општина Пожега) е част от Златиборски окръг, Сърбия. Заема площ от 426 км2. Административен център е град Пожега.

## География
Общината се намира в североизточната част на окръга. На запад граничи с общините Косерич и Град Ужице, на юг с община Ариле, на изток с Моравишките общини Горни Милановац, Град Чачак и Лучани, а на север с Колубарската община Мионица.

## Население
Населението на общината възлиза на 32 293 жители (2002).
Етнически състав:
- сърби-31 682 (98,11%) жители
- черногорци-68 (0,21%) жители
- югославяни-29 (0,09%) жители
- македонци-20 (0,06%) жители
- други-22 (0,07%) жители
- недекларирали-472 (1 46%) жители

## Населени места
- Бакионица
- Голема Ежевица
- Висибаба
- Враняни
- Глумач
- Годовик
- Горна Добриня
- Горобиле
- Гугал
- Долна Добриня
- Дражиновичи
- Душковци
- Заселе
- Здравчичи
- Йелен дол
- Каленичи
- Лопаш
- Лорет
- Лютице
- Маджер
- Мала Ежевица
- Миличево село
- Мършели
- Отан
- Папратище
- Пилатовичи
- Пожега
- Прияновичи
- Прилипац
- Радовци
- Расна
- Речице
- Роге
- Рупелево
- Свърачково
- Средна Добриня
- Табановичи
- Твърдичи
- Тометино поле
- Тучково
- Узичи
- Честобродица